# Joyce Heron
Joyce Heron, née le 2 octobre 1964 à Paisley (Écosse), est une judokate britannique.

## Palmarès international en judo
| Championnats du monde | Championnats du monde | Championnats du monde |
| Année                 | Médaille              | Catégorie             |
| --------------------- | --------------------- | --------------------- |
| 1993                  | bronze                | –48 kg                |
| Championnats d’Europe |                       |                       |
| Année                 | Médaille              | Catégorie             |
| 1995                  | bronze                | –48 kg                |